# George W. McCrary
Pour les articles homonymes, voir McCrary.
George Washington McCrary, né le 29 août 1835 près de Evansville (Indiana) et mort le 23 juin 1890 à Saint Joseph (Missouri), est un homme politique américain. Membre du Parti républicain, il est représentant de l'Iowa entre 1869 et 1877, secrétaire à la Guerre entre 1877 et 1879 dans l'administration du président Rutherford B. Hayes puis juge à la United States circuit court (en) pour le 8e district entre 1879 et 1884.

## Sources
- (en) Cet article est partiellement ou en totalité issu de l’article de Wikipédia en anglais intitulé « George W. McCrary » (voir la liste des auteurs).